# Rébenty (affluent de l'Aude)
Pour les articles homonymes, voir Rébenty.
Le Rébenty est une rivière du Sud de la France, dans la région Occitanie, dans le département de l'Aude et le principal affluent, en rive gauche, que reçoit l'Aude dans sa portion montagnarde.

## Étymologie
Attesté flumen Rebentini au Moyen Âge, du latin repentinus « subit, soudain » du fait de ses crues.

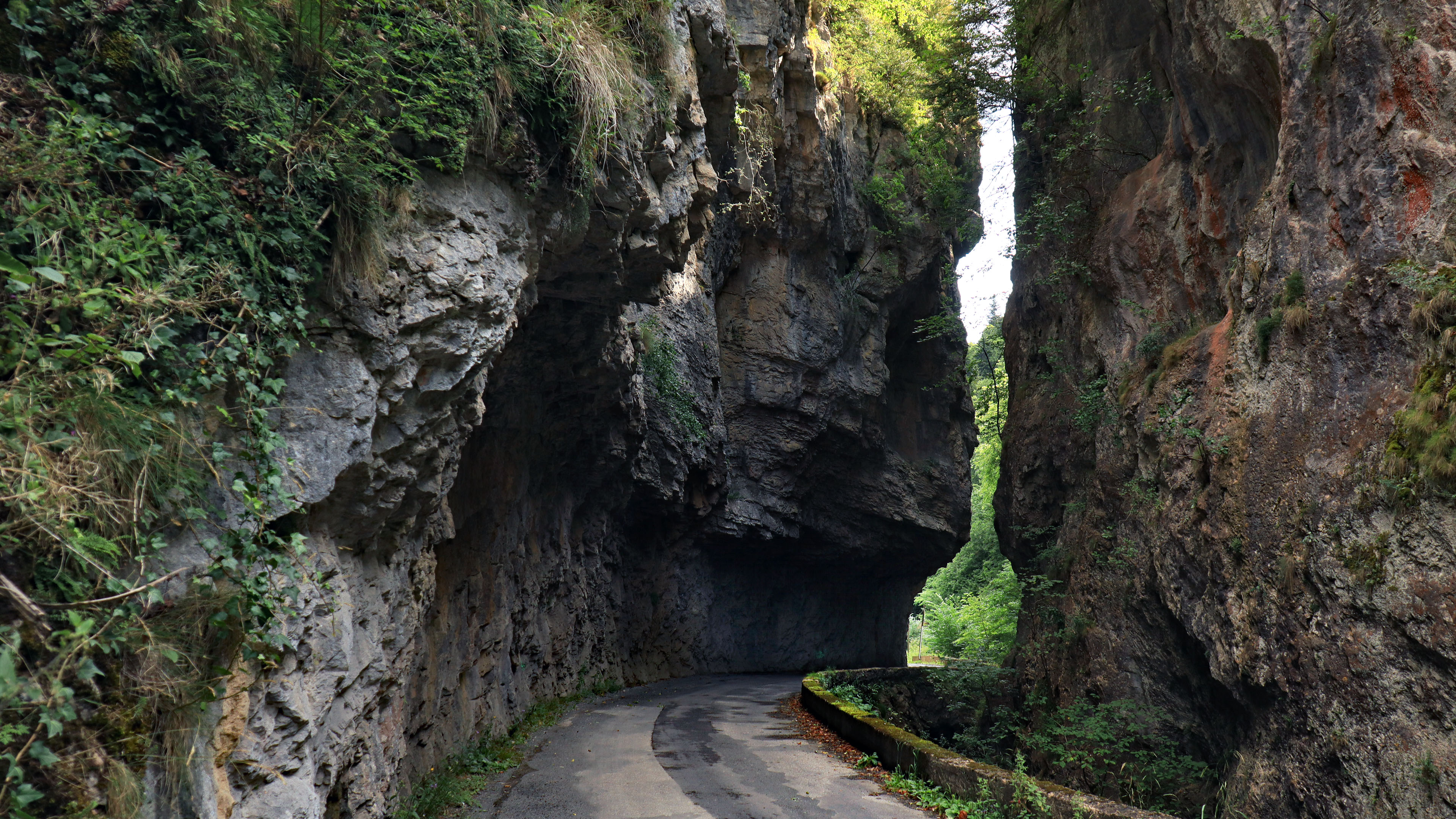
Défilé d'Adouxes

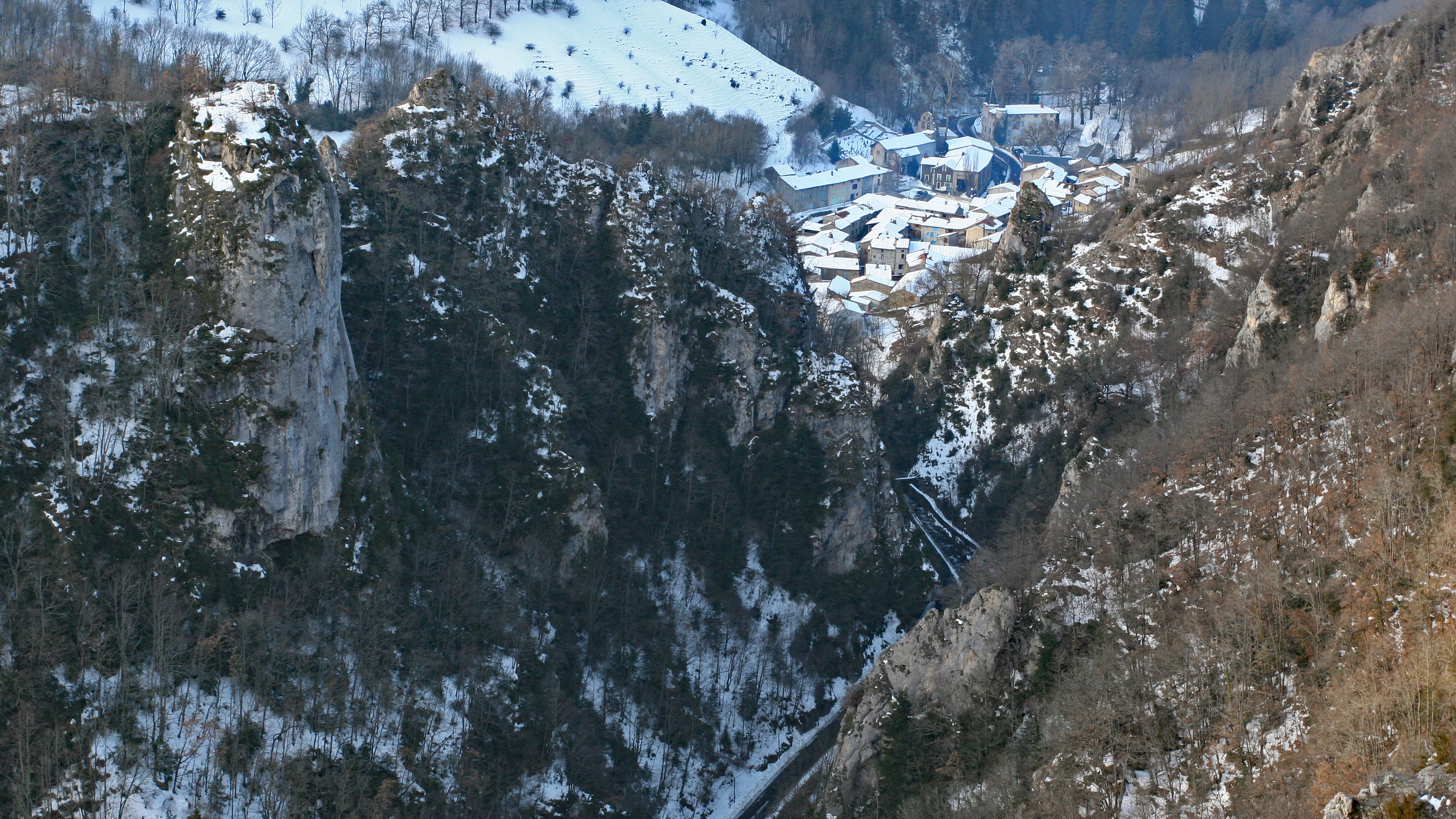
Défilé de Niort

## Géographie
Cette rivière naît à l'étang de Rebenty, au sud-est du col du Pradel dans la forêt de La Fajolle, à environ 1 729 mètres d'altitude, et se jette dans l'Aude, en rive gauche, un peu en aval d'Axat à Saint-Martin-Lys, après un cours de 34 kilomètres.
Ce torrent pyrénéen, qui sépare le grand et le petit plateau de Sault, traverse une suite de défilés impressionnants et sauvages : défilé d'Adouxes entre La Fajolle et Mérial, défilé de Niort entre ce dernier village et la tour d'Espezel, canyon d'Able, canyon de Joucou où la rivière s'encaisse dans une profonde crevasse calcaire. Une petite route, la départementale 107, percée en 1867, longe le cours du Rébenty et permet de découvrir les paysages spectaculaires de sa vallée.

### Communes traversées
Dans le seul département de l'Aude, le Rébenty traverse les six villages suivants : La Fajolle, Mérial, Niort-de-Sault, Belfort-sur-Rebenty, Joucou, Marsa. Il sert de délimitation entre plusieurs communes : Espezel avec Mazuby et Galinagues, Cailla avec Quirbajou et Saint Martin Lys , Belvis en un point. Le Rébenty prend sa source dans l'ancien canton de Belcaire, traverse l'ancien canton d'Axat et conflue dans l'ancien canton de Quillan (cantons regroupés aujourd'hui dans le canton de la Haute Vallée de l'Aude.

### Toponymes
Vers le milieu de son parcours le Rébenty prête son nom à une commune : Belfort-sur-Rebenty.

### Bassin versant
Le Rébenty présente un bassin hydrographique de près de 86 km2 qui s'étend exclusivement sur le département de l'Aude.
Le Bassin du Rébenty est considéré majoritairement comme un site montagnard alpin.
La faune et flore présentent un intérêt tout particulier sur le bassin versant du Rébenty.
Création le 25 mars 2011 du site Natura 2000 "Bassin du Rebenty"

### Organisme gestionnaire
Un des organismes gestionnaires est le SMMAR ou Syndicat mixte des milieux aquatiques et des rivières.
La fédération Aude Claire contribue à la gestion de sites mais aussi informe et sensibilise le public pour la protection et la gestion des milieux naturels.

## Affluents
Le Rébenty est alimenté par vingt deux affluents répertoriés.

## Hydrologie

### Le Rébenty à Saint-Martin-Lys
Le module est de 1.8m3/s à l'exutoire à la station Y1105010 de Saint-Martin-Lys.

## Histoire
L'occupation humaine de la vallée du Rébenty et de ses abords immédiats est très ancienne. Les premières traces d'habitat ont été retrouvées, sur les hauteurs du cours de la rivière, dans la grotte de Belvis qui abrita un groupe de chasseurs du Paléolithique supérieur entre 34 000 et 36 000 ans avant notre ère. Durant l'Antiquité, la contrée fut rattachée à la province romaine de Gaule narbonnaise, mais c'est la période suivant la désagrégation de l'Empire romain qui a laissé la plus forte empreinte. En effet, les Wisigoths, un des nombreux peuples barbares installés en Occident, dominèrent l'actuel Languedoc-Roussillon appelé Septimanie pendant plus de deux siècles et demi (de la fin du Ve siècle jusqu'au début VIIIe siècle, c'est-à-dire de l'achèvement de la conquête du Sud de la Gaule par Euric en 476 à l'invasion arabe de 719). Ce peuple, qui régnait aussi sur une bonne partie de la péninsule Ibérique, fit de la vallée du Rébenty un pivot de la défense de son territoire car celle-ci constituait la frontière entre ses terres et les royaumes francs. De puissants ouvrages fortifiés furent édifiés comme le château d'Aniort, près de l'actuel village de Niort-de-Sault, celui de Castelpor appelé également Castrum Porti entre Marsa et Joucou ainsi qu'une tour entre Joucou et Belfort-sur-Rebenty, aujourd'hui connue sous le nom de château d'Able.
Après la reconquête de la Septimanie par Pépin le Bref achevée en 759, la vallée du Rébenty fut intégrée successivement au royaume d'Aquitaine, au comté de Barcelone, au comté de Carcassonne, au comté de Toulouse avant de devenir possession du royaume de France en 1271. C'est au début de cette période tumultueuse (à la fin du VIIIe siècle) que fut probablement fondée l'abbaye de Joucou dont dépendaient de nombreuses églises de la vallée jusqu'à son déclin à la fin du Moyen Âge.